# Turning Tables
Turning Tables is een nummer uit het album 21 van de Engelse popzangeres Adele, uitgebracht als single in 2011.

## Hitnoteringen

### Nederlandse Top 40
| Hitnotering: 14-01-2012 t/m 07-04-2012 | Hitnotering: 14-01-2012 t/m 07-04-2012 | Hitnotering: 14-01-2012 t/m 07-04-2012 | Hitnotering: 14-01-2012 t/m 07-04-2012 | Hitnotering: 14-01-2012 t/m 07-04-2012 | Hitnotering: 14-01-2012 t/m 07-04-2012 | Hitnotering: 14-01-2012 t/m 07-04-2012 | Hitnotering: 14-01-2012 t/m 07-04-2012 | Hitnotering: 14-01-2012 t/m 07-04-2012 | Hitnotering: 14-01-2012 t/m 07-04-2012 | Hitnotering: 14-01-2012 t/m 07-04-2012 | Hitnotering: 14-01-2012 t/m 07-04-2012 | Hitnotering: 14-01-2012 t/m 07-04-2012 | Hitnotering: 14-01-2012 t/m 07-04-2012 | Hitnotering: 14-01-2012 t/m 07-04-2012 |
| Week:                                  | 1                                      | 2                                      | 3                                      | 4                                      | 5                                      | 6                                      | 7                                      | 8                                      | 9                                      | 10                                     | 11                                     | 12                                     | 13                                     |                                        |
| -------------------------------------- | -------------------------------------- | -------------------------------------- | -------------------------------------- | -------------------------------------- | -------------------------------------- | -------------------------------------- | -------------------------------------- | -------------------------------------- | -------------------------------------- | -------------------------------------- | -------------------------------------- | -------------------------------------- | -------------------------------------- | -------------------------------------- |
| Positie:                               | 34                                     | 27                                     | 19                                     | 23                                     | 23                                     | 18                                     | 15                                     | 16                                     | 16                                     | 15                                     | 22                                     | 26                                     | 30                                     | uit                                    |

### NederlandseSingle Top 100
| Hitnotering (week 1): 17-12-2011 Hitnotering (week 2 t/m 12): 31-12-2011 t/m 10-03-2012 | Hitnotering (week 1): 17-12-2011 Hitnotering (week 2 t/m 12): 31-12-2011 t/m 10-03-2012 | Hitnotering (week 1): 17-12-2011 Hitnotering (week 2 t/m 12): 31-12-2011 t/m 10-03-2012 | Hitnotering (week 1): 17-12-2011 Hitnotering (week 2 t/m 12): 31-12-2011 t/m 10-03-2012 | Hitnotering (week 1): 17-12-2011 Hitnotering (week 2 t/m 12): 31-12-2011 t/m 10-03-2012 | Hitnotering (week 1): 17-12-2011 Hitnotering (week 2 t/m 12): 31-12-2011 t/m 10-03-2012 | Hitnotering (week 1): 17-12-2011 Hitnotering (week 2 t/m 12): 31-12-2011 t/m 10-03-2012 | Hitnotering (week 1): 17-12-2011 Hitnotering (week 2 t/m 12): 31-12-2011 t/m 10-03-2012 | Hitnotering (week 1): 17-12-2011 Hitnotering (week 2 t/m 12): 31-12-2011 t/m 10-03-2012 | Hitnotering (week 1): 17-12-2011 Hitnotering (week 2 t/m 12): 31-12-2011 t/m 10-03-2012 | Hitnotering (week 1): 17-12-2011 Hitnotering (week 2 t/m 12): 31-12-2011 t/m 10-03-2012 | Hitnotering (week 1): 17-12-2011 Hitnotering (week 2 t/m 12): 31-12-2011 t/m 10-03-2012 | Hitnotering (week 1): 17-12-2011 Hitnotering (week 2 t/m 12): 31-12-2011 t/m 10-03-2012 | Hitnotering (week 1): 17-12-2011 Hitnotering (week 2 t/m 12): 31-12-2011 t/m 10-03-2012 | Hitnotering (week 1): 17-12-2011 Hitnotering (week 2 t/m 12): 31-12-2011 t/m 10-03-2012 |
| Week:                                                                                   | 1                                                                                       |                                                                                         | 2                                                                                       | 3                                                                                       | 4                                                                                       | 5                                                                                       | 6                                                                                       | 7                                                                                       | 8                                                                                       | 9                                                                                       | 10                                                                                      | 11                                                                                      | 12                                                                                      |                                                                                         |
| --------------------------------------------------------------------------------------- | --------------------------------------------------------------------------------------- | --------------------------------------------------------------------------------------- | --------------------------------------------------------------------------------------- | --------------------------------------------------------------------------------------- | --------------------------------------------------------------------------------------- | --------------------------------------------------------------------------------------- | --------------------------------------------------------------------------------------- | --------------------------------------------------------------------------------------- | --------------------------------------------------------------------------------------- | --------------------------------------------------------------------------------------- | --------------------------------------------------------------------------------------- | --------------------------------------------------------------------------------------- | --------------------------------------------------------------------------------------- | --------------------------------------------------------------------------------------- |
| Positie:                                                                                | 97                                                                                      | uit                                                                                     | 94                                                                                      | 64                                                                                      | 62                                                                                      | 68                                                                                      | 77                                                                                      | 74                                                                                      | 65                                                                                      | 45                                                                                      | 45                                                                                      | 70                                                                                      | 77                                                                                      | uit                                                                                     |

### NPO Radio 2 Top 2000
| Nummer met noteringen in de NPO Radio 2 Top 2000 | '12 | '13 | '14 | '15 | '16 | '17  | '18 | '19  | '20  | '21 | '22  | '23  | '24  |
| ------------------------------------------------ | --- | --- | --- | --- | --- | ---- | --- | ---- | ---- | --- | ---- | ---- | ---- |
| Turning Tables                                   | 168 | 425 | 563 | 461 | 865 | 1159 | 749 | 1006 | 1213 | 959 | 1307 | 1297 | 1509 |

1. ↑  Een vetgedrukt getal geeft de hoogste notering aan.
2. ↑  2012 was het eerste jaar met een notering voor dit nummer.